# Sua Pan Airport
Sua Pan Airport är en flygplats i Botswana. Den ligger i den nordöstra delen av landet, 500 km norr om huvudstaden Gaborone. Sua Pan Airport ligger 909 meter över havet.
Terrängen runt Sua Pan Airport är mycket platt. Runt Sua Pan Airport är det mycket glesbefolkat, med 3 invånare per kvadratkilometer.. Det finns inga samhällen i närheten.
Omgivningarna runt Sua Pan Airport är i huvudsak ett öppet busklandskap.